# 鉄球と鎖

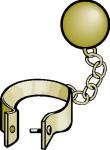
イメージ

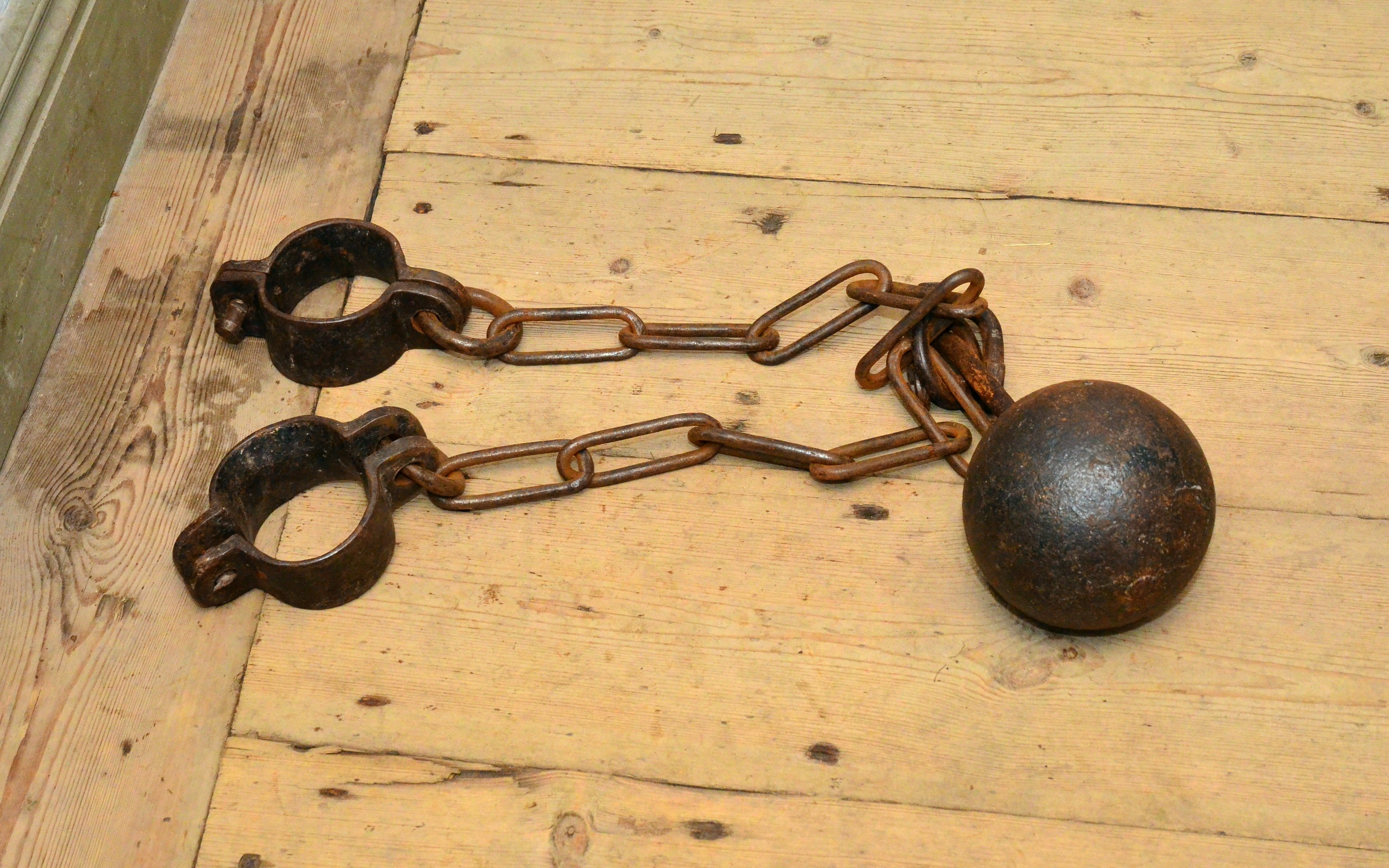
鉄球と鎖の一例．両脚を足鎖で拘束し、ひとつの球に繋ぐ形。

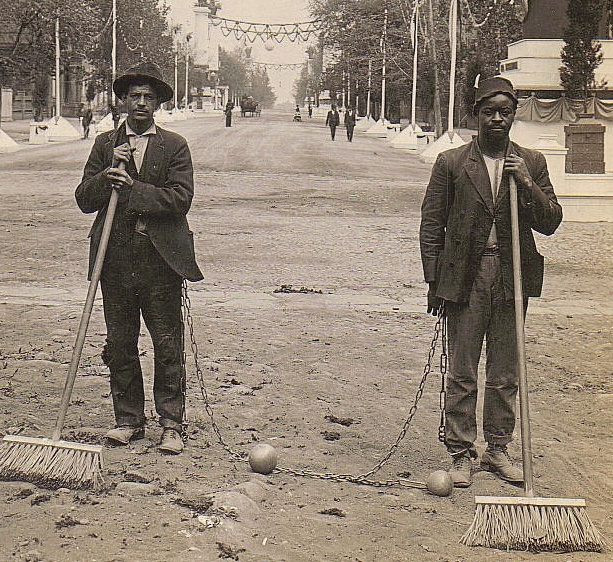
ワシントンD.C.で掃除をするチェーン・ギャング（囚人） 1909年

鉄球と鎖（英語: a ball and chain）は、かつて囚人などを拘束するために使用されていた拘束具のひとつで、おもにイギリス帝国やその旧植民地諸国で17世紀から20世紀半ばにかけて使用されていた。
2009年、17世紀に遡るものと考えられる鉄球と鎖が泥ひばりによってロンドンのテムズ川で発見された。これには、直径15cmほどの高品質の鉄球が付いており、重さは8kgほどあった。鎖は50cmほどの長さで、鉄製の足枷（足鎖）に繋がれていた。これを付けられた者は、鉄球の重さによって歩くのが難しくなる。
奴隷制度があった時代のアメリカ合衆国では、鉄球と鎖は囚人のみならず奴隷にも用いられており、特に逃亡を試みた者に付けられることがあった。

## 英語における比喩表現
「鉄球と鎖」を意味する英語の「a ball and chain」は、比喩として「束縛」「拘束」を意味し、さらに俗語として男性が妻を指してこう言及することがあるとされる。